# JTBC
JTBC (korejština: 제이티비씨; zkratka společnosti Joongang Tongyang Broadcasting Company; stylizované jako jtbc) je jihokorejská kabelová televizní stanice, ve které je největším akcionářem JoongAng Ilbo / The JoongAng Group s 25 % akcií. Vysílání zahájila 1. prosince 2011.
JTBC byla v roce 2011 jednou ze čtyř nových jihokorejských všeobecných kabelových televizních sítí vedle Channel A, TV Chosun a MBN. Čtyři nové sítě doplnily stávající konvenční bezdrátové televizní sítě jako KBS, MBC, SBS a další menší kanály, jejichž vysílání bylo zahájeno po deregulaci v roce 1990.

## Stanice
| logo | název              | popis                                                    |
| ---- | ------------------ | -------------------------------------------------------- |
|      | JTBC               | Stanice vysílající zábavné pořady a zpravodajské pořady. |
|      | JTBC 2             | Stanice vysílající soutěže a reality show                |
|      | JTBC 4             | Stanice vysílající dramata a zábavné pořady              |
|      | JTBC Golf & Sports | Stanice vysílající sportovní pořady                      |
|      | JTBC Golf          | Stanice zaměřující se na přenos golfových přenosů        |